# Diogo Figueiras
Diogo José Rosário Gomes Figueiras (ur. 1 lipca 1991 w Castanheira do Ribatejo) – portugalski piłkarz występujący na pozycji obrońcy w klubie SC Braga. Wychowanek Benfiki, w swojej karierze grał także w takich zespołach jak Pinhalnovense, FC Paços de Ferreira, Moreirense FC, Sevilla FC oraz Genoa CFC. Były reprezentant Portugalii do lat 20.